# Breidenbach (Duitsland)
Breidenbach is een Duitse gemeente in het westen van het district (Landkreis) Marburg-Biedenkopf in de deelstaat Hessen. Breidenbach telt 6.653 inwoners.

## Geografie

### Buurgemeenten
Breidenbach grenst in het noorden aan de stad Biedenkopf, in het oosten aan de gemeente Dautphetal, in het zuiden aan de gemeente Steffenberg (alle drie in het district Marburg-Biedenkopf), alsook in het westen aan de gemeenten Eschenburg en Dietzhölztal (beide in Lahn-Dill-Kreis), alsook aan de stad Bad Laasphe (in het district Siegen-Wittgenstein in Noordrijn-Westfalen).

### Plaatsen in de gemeente
De gemeente is onderverdeeld in de kernen (Ortsteile) Achenbach, Breidenbach, Kleingladenbach, Niederdieten, Oberdieten, Wiesenbach en Wolzhausen.

## Galerij

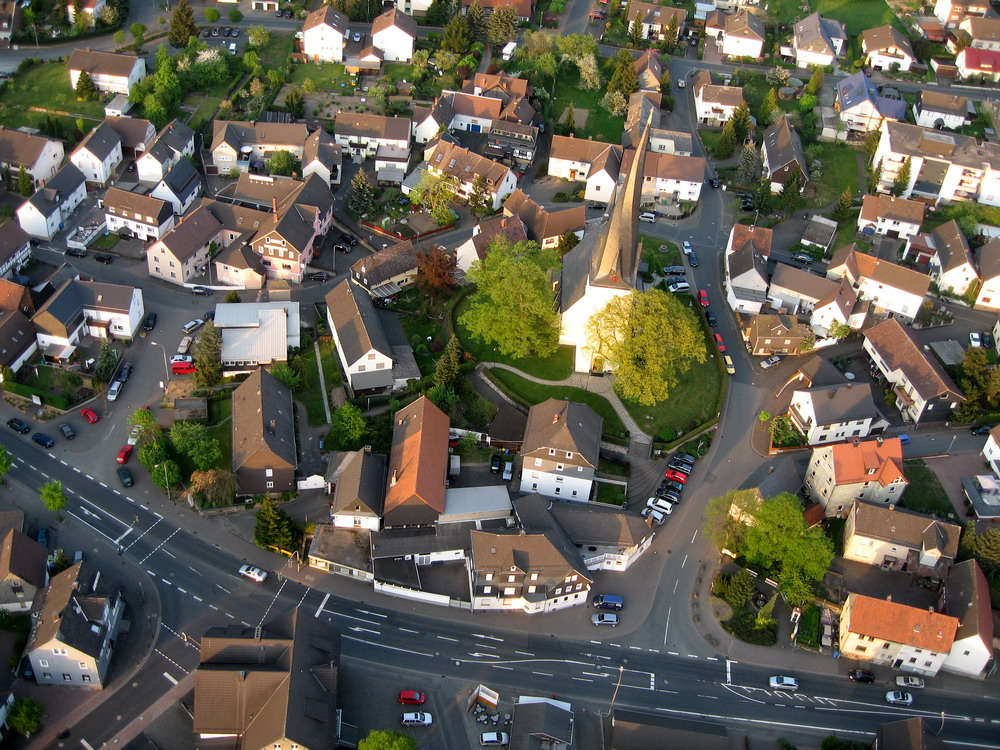
Kerk van Breidenbach met gedraaide torenspits